# 新燕紡織
新燕實業股份有限公司（Shin Yen Textile Co., Ltd.），簡稱新燕實業，是一家總部位於臺灣臺北市的公司，該公司早期主要業務為紡織品製造加工，目前亦專注於工商業不動產開發。

## 事件
在百年建設公司成為其最大股東後，新燕實業轉型以營建業其為主要業務，開始積極購買開發臺灣各地不動產。近年，該企業以新臺幣四十五億元自味全公司購入其名下位於三重之廠區土地，其後並與頂新集團因此產生糾紛。